# Połonka (stacja kolejowa)
Połonka (biał. Палонка, ros. Полонка) – stacja kolejowa w miejscowości Hordziejczyki, w rejonie baranowickim, w obwodzie brzeskim, na Białorusi. Leży na linii Baranowicze – Wołkowysk. Nazwa pochodzi od pobliskiej wsi (dawniej miasta) Połonka.
Stacja istniała przed II wojną światową.